# Антоніо Бланко
Антоніо Бланко Конде (ісп. Antonio Blanco Conde, нар. 23 липня 2000) — іспанський професійний футболіст, який грає переважно на позиції опорного півзахисника за клуб Ла Ліги «Алавес» та збірну Іспанії. Бланко був включений до списку «Next Generation 2017» від The Guardian.

## Клубна кар’єра

### Реал Мадрид
Бланко дебютував у Ла Лізі за Реал Мадрид 18 квітня 2021 року в нічийному матчі (0:0) проти Хетафе, вийшовши на заміну. Через три дні він отримав свій перший вихід у стартовому складі в переможному матчі (3:0) проти Кадіса.

#### Оренди до Кадіса та Алавеса
У серпні 2022 року Бланко перейшов до Кадіса на правах оренди на сезон. У січні 2023 року його відкликали з оренди і він приєднався до клубу Сегунди «Алавес» на правах оренди до кінця сезону.

### Алавес
25 липня 2023 року Бланко підписав постійний контракт із «Алавесом» до червня 2027 року.

## Міжнародна кар’єра
Через ізоляцію деяких гравців національної збірної після позитивного тесту на COVID-19 у Серхіо Бускетса, молодіжна збірна Іспанії до 21 року була викликана на товариський матч проти Литви 8 червня 2021 року. Бланко дебютував за основну збірну в цьому матчі, де Іспанія перемогла з рахунком 4:0.

## Статистика кар’єри

### Клубна
Станом на матч зіграний 2 січня 2024
| Клуб                 | Сезон              | Ліга                  | Ліга  | Ліга | Кубок | Кубок | Континентальні | Континентальні | Інші  | Інші | Всього | Всього |
| Клуб                 | Сезон              | Дивізіон              | Матчі | Голи | Матчі | Голи  | Матчі          | Голи           | Матчі | Голи | Матчі  | Голи   |
| -------------------- | ------------------ | --------------------- | ----- | ---- | ----- | ----- | -------------- | -------------- | ----- | ---- | ------ | ------ |
| Реал Мадрид Кастілья | 2019–20            | Сегунда Дивізіон B    | 23    | 1    | —     | —     | —              | —              | —     | —    | 23     | 1      |
| Реал Мадрид Кастілья | 2020–21            | Сегунда Дивізіон B    | 19    | 0    | —     | —     | —              | —              | 0     | 0    | 19     | 0      |
| Реал Мадрид Кастілья | 2021–22            | Прімера Дивізіон RFEF | 22    | 1    | —     | —     | —              | —              | —     | —    | 22     | 1      |
| Реал Мадрид Кастілья | Всього             | Всього                | 64    | 2    | —     | —     | —              | —              | 0     | 0    | 64     | 2      |
| Реал Мадрид          | 2020–21            | Ла Ліга               | 4     | 0    | 0     | 0     | 0              | 0              | 0     | 0    | 4      | 0      |
| Реал Мадрид          | 2021–22            | Ла Ліга               | 1     | 0    | 0     | 0     | 1              | 0              | 0     | 0    | 2      | 0      |
| Реал Мадрид          | Всього             | Всього                | 5     | 0    | 0     | 0     | 1              | 0              | 0     | 0    | 6      | 0      |
| Кадіс (оренда)       | 2022–23            | Ла Ліга               | 3     | 0    | 1     | 0     | —              | —              | —     | —    | 4      | 0      |
| Алавес (оренда)      | 2022–23            | Сегунда Дивізіон      | 18    | 0    | 1     | 0     | —              | —              | —     | —    | 19     | 0      |
| Алавес               | 2023–24            | Ла Ліга               | 17    | 0    | 1     | 0     | —              | —              | —     | —    | 18     | 0      |
| Загалом за кар’єру   | Загалом за кар’єру | 107                   | 2     | 3    | 0     | 1     | 0              | 0              | 0     | 111  | 2      |        |

### Міжнародна
Станом на 8 червня 2021
| Національна збірна | Рік    | Матчі | Голи |
| ------------------ | ------ | ----- | ---- |
| Іспанія            | 2021   | 1     | 0    |
| Всього             | Всього | 1     | 0    |

## Досягнення
Реал Мадрид
- Ла Ліга: 2021–22
- Ліга чемпіонів УЄФА: 2021–22

Іспанія U17
- Чемпіонат Європи з футболу серед юнаків до 17 років: 2017
- Чемпіонат світу з футболу серед юнаків до 17 років (фіналіст): 2017

Іспанія U19
- Чемпіонат Європи з футболу серед юнаків до 19 років: 2019

Іспанія U21
- Чемпіонат Європи з футболу серед молоді: (фіналіст): 2023

Індивідуальні
- Команда турніру чемпіонату Європи U-19: 2019[13]
- Команда турніру чемпіонату Європи U-21: 2023[14]